# Achaimenes (satrap)
Achaimenes var satrap av Egypten från 484 f.Kr. till sin död 460 f.Kr. och medlem av achaemenidiska dynastin.
Enligt Herodotos var han son till den persiske kungen Dareios I och dennes hustru Atossa samt helbror till Xerxes I. Detta är troligen sant, men Ktesias, som felaktigt kallar honom Achaemenides, hävdar att han var son till Xerxes.
Efter det första upproret i Egypten sattes han av Xerxes att styra över detta land. Han förde befälet över den persiska flottan i slaget vid Salamis (480 f.Kr.) och blev besegrad och dödad av Inaros (ledare för det andra egyptiska upproret) under slaget vid Pampremis (460/459 f.Kr.).